# Gheorghe Apostol

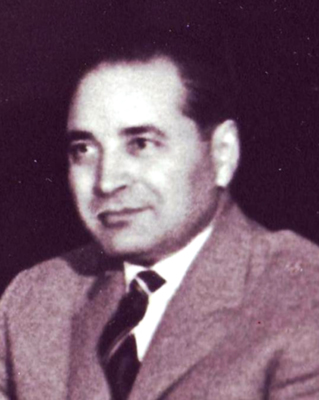
Gheorghe Apostol

Gheorghe Apostol (* 16. Mai 1913 in Tudor Vladimirescu, Kreis Galați; † 21. August 2010 in Bukarest) war ein rumänischer Politiker und Diplomat.

## Biografie

### Aufstieg zum Generalsekretär der PCR
Der Sohn eines Eisenbahnarbeiters war nach dem Besuch der Volksschule und der Technischen Schule der Rumänischen Staatsbahn Căile Ferate Române von 1927 bis 1931 ebenfalls als Eisenbahnarbeiter tätig. 1934 wurde er Mitglied der Rumänischen Kommunistischen Partei (rumänisch Partidul Comunist Român, PCR) und wegen Teilnahme am Eisenbahnerstreik von Grivița kurz darauf inhaftiert. Danach war er Vorsitzender des Kommunistischen Jugendverbandes und wurde als solcher 1936 erneut verhaftet. Nach der darauf folgenden Verurteilung befand er sich zwischen 1937 und 1944 in Haft. Während der Haftzeit im Konzentrationslager Târgu Jiu lernte er andere Politiker der PCR wie Emil Bodnăraș, Gheorghe Gheorghiu-Dej und Chivu Stoica sowie andere spätere Mitglieder des Politbüros der Partei kennen. Im April 1944 wurde er aus der Haft befreit.
Nach dem Zweiten Weltkrieg war er von 1945 bis 1952 Präsident der Generalkonferenz der Arbeiter (rumänisch Confederației Generale a Muncii). Als solcher wurde er 1948 auch Mitglied des Politbüros des Zentralkomitees (ZK) der PCR, dem er bis 1969 angehörte. Zusammen mit Bodnăraș, Gheorghiu-Dej und Stoica gehörte er 1948 zu den Befürwortern der Verhaftung von Lucrețiu Pătrășcanu, der als erster KP-Führer nach dem Krieg gegen die Ausbeutungsmethoden der Sowjets protestiert hatte.
Zwischen 1952 und 1954 war er Erster Vizepräsident des Ministerrates in der Regierung von Gheorghe Gheorghiu-Dej. Im Anschluss wurde er am 20. April 1954 als Nachfolger von Gheorghiu-Dej zum Generalsekretär des ZK der PCR gewählt und damit zum Parteichef. Bereits am 30. September 1955 musste er dieses Amt nach parteiinternen Meinungsverschiedenheiten jedoch wieder an Gheorghiu-Dej übergeben und übernahm stattdessen bis 1961 das Amt des Vorsitzenden des Zentralrates der Gewerkschaften (rumänisch Consiliului Central al Sindicatelor).

### Entmachtung und Kritiker Ceaușescus
Am 21. März 1961 wurde er erneut Erster Vizepräsident des Ministerrates und hatte dieses Amt in der Regierung von Ministerpräsident Ion Gheorghe Maurer bis 1967 inne. Danach war er bis 1969 wieder Vorsitzender des Zentralen Gewerkschaftsbundes (rumänisch Uniunii Generale a Sindicatelor din România). Im Anschluss folgte 1969 die Ernennung zum Generaldirektor der Generaldirektion für Staatsreserven (rumänisch Direcției Generale a Rezervelor de Stat). Vom 7. April 1969 bis zum 4. Mai 1970 war er als Mitglied des Exekutivkomitees des ZK der PCR auch Mitglied des Verteidigungsrates der Sozialistischen Republik Rumänien.
Nachdem er dieses Amt nach etwas mehr als einem Jahr wegen Meinungsverschiedenheiten mit dem Generalsekretär der PCR Nicolae Ceaușescu an den Stellvertretenden Ministerpräsidenten Gheorghe Rădulescu abtreten musste, wurde er schließlich am 13. März 1975 wegen "Abweichungen von der Moral" auch als Generaldirektor der Staatsreserven entlassen.
Zwei Jahre später wurde er zum Botschafter ernannt und war als solcher bis 1988 in Argentinien, Uruguay und dann in Brasilien akkreditiert. Nachdem er zuletzt auch als Botschafter in Brasilien sich immer wieder kritisch über das Regime von Ceaușescu geäußert hatte, wurde er von diesem letztlich 1988 als Botschafter abberufen. 
Am 11. März 1989 war er neben anderen Politikern wie Alexandru Bârlădeanu, Silviu Brucan, Corneliu Mănescu, Constantin Pîrvulescu sowie Grigore Răceanu Verfasser eines Offenen Briefs an Ceaușescu, in dem diese ihre Kritik an der Herrschaft des Diktators äußerten. Danach wurde er wegen des Vorwurfs der Auslandsspionage und imperialistischer Propaganda unter Hausarrest gestellt. Im Zuge der Rumänischen Revolution wurde er nach dem Sturz Ceaușescus am 22. Dezember 1989 befreit.